# Grušča
Grušča je naseljeno mjesto u općini Konjic, Federacija Bosne i Hercegovine, BiH.

## Stanovništvo

### 1991.
Nacionalni sastav stanovništva 1991. godine, bio je sljedeći:
ukupno: 370
- Muslimani – 359
- Srbi – 11

### 2013.
Nacionalni sastav stanovništva 2013. godine, bio je sljedeći:
ukupno: 109
- Bošnjaci – 109

## Vanjske poveznice
- Satelitska snimka  Arhivirana inačica izvorne stranice od 18. veljače 2021. (Wayback Machine)